# Vaal Krantz-i csata
A Vaal Krantz-i csata a második búr háború egyik jelentős csatája volt, amely során a búr gerilla harcosok legyőzték a túlerőben lévő angolokat. A csata időpontja 1900. február 5-e és február 7-e közé tehető. A búr hadsereg parancsnoka Louis Botha, az angol csapatok vezetője Redvers Buller tábornok volt.

## Előzmények
A búr háború során, habár az angolok érték el a sikereket, folyamatos veszteségeik voltak; a rossz éghajlat, és az éhínség megtizedelte őket. A Ladysmithkörnyéki csaták során Sir Redvers Buller több mint 3000 angol katonát vesztett el. A brit haderő ezért elhatározta, hogy kiköszörüli a csorbát.

## Hadseregek állapota
A búr háború komoly meglepetést jelentett a brit hadsereg számára. A háború kitörése után a brit taktika az egylövetű lőfegyver használata lett. A szoros formációban való haladás szükségességét hangsúlyozták az újabb és újabb gyarmati háborúk, melyek során az angolok általában technikai fejlettséget élveztek. A zulu és a szudáni háború, a nyomasztó ellenséges túlerő háttérbe szorította a szúrófegyvereket; mert a közelharcos ellenséget minél távolabb kellett tartaniuk a távolsági lövészetben erős angoloknak, mivel a közelharcban általában az ellenfél volt fölényben. A brit ezredek a háború előtt néhány évvel kaptak új sisakot a trópusi harcokra. A britek, tanulva az első búr háborúban elkövetett hibájukból, próbáltak nem feltűnő, inkább terepszínű öltözetet viselni.
A megelőző hónapokban, Piet Joubert búr tábornok, 30 000 német Mauser puskát, számos modern tábori löveget (például a Long Tomot) és automata fegyvert vásárolt a német Krupp és a francia Schneider et Cie fegyvergyártó cégektől. A búrok nem voltak sem fegyelmezettek, sem képzettek, de hatalmas ellenszenvet éreztek a britek iránt, ez pedig kihatott a morálra. A városi polgárok és a külföldi önkéntesek azonnal elfogadták a búrok harci módszereit.

## A csata menete

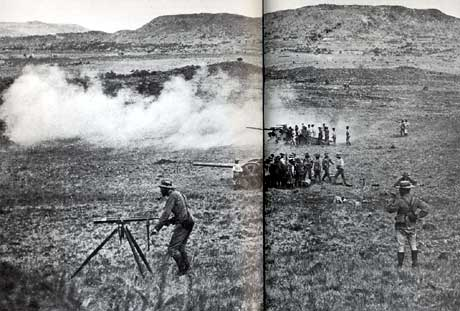
A britek ágyúi, amelyeket nem sikerült jól elhelyezni, így nem tudtak érdemben részt venni a harcban.

Vaal Krantz, (magyarul: kis dombok) a Kopjes-hegy gerince volt. Ez néhány mérföldnyire esett Spion Koptól, ahol nem sokkal ezelőtt zajlott a Spion Kop-i csata, s ahol a britek súlyos vereséget szenvedtek. 
Buller a Tugela folyóhoz küldte csapatait, és hídfőállást kívánt kiépíteni azon. Az angol tüzérségnek nem volt megfelelő helye a tüzelésre, így ezeket Buller tábornok kénytelen volt távolabb hagyni. A búrok a Tugela folyó túlpartján ütöttek tábort, és a szokásos taktikájukat követték, miszerint a jól kiépített védelmi állásaikból folyamatosan tűz alatt tartották a támadó angolokat. Ez a taktika be is vált, és rögtön súlyos veszteségeket okoztak az angoloknak.  A csata további részletei ismeretlenek, csak annyi a biztos hogy a harc förgetegében az angolok későn ébredtek rá, hogy nincs értelme itt próbálkozniuk. Állítások szerint az egész angol vezérkar egy emberként mondta a következőt: „további harcnak itt nincs értelme, máshol másmilyen körülmények között kell támadni”.
A britek kénytelenek voltak több mint 300 halottat a csatatéren hagyni, emellett pedig sokan megsebesültek.

## Következmények
Bár a csata a brit csapatok vereségével végződött, a taktikásabb angol parancsnokok hamar túlléptek a kudarcon, és egy héttel később a Redvers Buller által Ladysmith tehermentesítésére küldött angol csapatok február 14-én elfoglalták a várost.

## Fordítás
- Ez a szócikk részben vagy egészben  a   Battle of Vaal Krantz című angol Wikipédia-szócikk fordításán alapul.  Az eredeti cikk szerkesztőit annak laptörténete sorolja fel. Ez a jelzés csupán a megfogalmazás eredetét és a szerzői jogokat jelzi, nem szolgál a cikkben szereplő információk forrásmegjelöléseként.